# Tour dei New Zealand Māori 1910
La selezione di Giocatori Maori di rugby a 15, eredi del “Natives” che girarono l'Europa del 1888-89, visitano l'Australia.

## Risultati
| Sydney 1910 | New Sotuh Wales | 11 – 0 | New Zealand Māori |  |

| Brisbane 1910 | Queensland | 8 – 13 | New Zealand Māori |  |

| Sydney 1910 | New Sotuh Wales | 27 – 13 | New Zealand Māori |  |

| Sydney 1910 | American University | 11 – 14 | New Zealand Māori |  |

| Sydney 1910 | American University | 3 – 21 | New Zealand Māori |  |

| Melbourne 1910 | Victoria | 5 – 32 | New Zealand Māori |  |

| Melbourne 1910 | Victoria | 11 – 50 | New Zealand Māori |  |